# Hearts Grow
Gli Hearts Grow sono una band J-pop/J-rock.

## Storia
Originariamente formata da tre uomini e tre donne (il batterista Yūya, nel frattempo ha lasciato la band), cominciano dal 2004 a suonare per le strade del distretto di Motobu, in Okinawa, e producono autonomamente il loro primo singolo Grow!! nel 2005.
Da allora hanno conosciuto un discreto successo nel sol levante con all'attivo, finora, tre dischi e cinque singoli.

## Formazione
| Nome      | Nome in katakana | Strumento       | Data di nascita  |
| --------- | ---------------- | --------------- | ---------------- |
| Haruna    | ハルナ           | Voce            | 27 ottobre 1986  |
| Chiaki    | チアキ           | Tastiere e voce | 23 ottobre 1986  |
| Natsumi   | ナツミ           | Chitarra        | 24 maggio 1986   |
| Shintarou | シンタロウ       | Chitarra        | 15 febbraio 1987 |
| Yuusuke   | ユウスケ         | Basso           | 17 febbraio 1988 |

## Ex membri
| Nome  | Nome in hiragana | Strumento | Data di nascita |
| ----- | ---------------- | --------- | --------------- |
| Yuuya | ユウヤ           | Batteria  | 26 gennaio 1987 |

## Discografia

### Mini-album
| N. | Titolo                                               | Tracce | Data di pubblicazione |
| -- | ---------------------------------------------------- | --- | --------------------- |
| 1° | ハーツグロウ (Hātsu Gurou) Hearts Grow               | Futari (ふたり) Smile Tsuyoku (強く) Human's Hearts | 14 febbraio 2005      |
| 2° | Grow!!                                               | Grow Smile Futari (ふたり) Kame (カメ) | 19 aprile 2006        |
| 3° | サマーチャンプルー」 (Samā Chanpurū) Summer Champloo | Chiisa na koi no uta (小さな恋のうた) Himawari-Chanpurū, Rafutei, Spam Mix (ひまわり-ちゃんぷるう、らふてい、スパム Mix) Shimanchu no takara (島人ぬ宝) Road-Sweet Fuchagi Mix BestFriend Yura Yura-Ryukyu HAYASHI Mix (ユラユラ) | 22 agosto 2007        |

### Singoli
| N. | Titol                    | Traccia                                                                           | Data di pubblicazione |
| -- | ------------------------ | --------------------------------------------------------------------------------- | --------------------- |
| 1° | Road                     | Road Akai sukebō (赤いスケボー? "Skateboard rosso") Road (Strumentale)            | 18 ottobre 2006       |
| 2° | ユラユラ Yura Yura       | Yura Yura (ユラユラ?) Monogatari (物語? "Storia") Yura Yura (Strumentale)         | 6 dicembre 2006       |
| 3° | ひまわり Himawari        | Himawari Natsuiro (夏色) Himawari (Strumentale)                                   | 13 giugno 2007        |
| 4° | かさなる影 Kasanaru kage | Kasanaru kage Sorairo (ソライロ) Yell (エール?, Yēru) Kasanaru kage (Strumentale) | 23 gennaio 2008       |
| 5° | 空 Sora                  | Sora（空） Sora (Strumentale) 未来スケッチ                                        | 3 settembre 2008      |

## Curiosità
Alcune loro canzoni sono famose in rete, essendo le sigle di apertura dei famosi anime Naruto Shippuden e Gintama.